# Lowokwaru (plaats)
Lowokwaru is een bestuurslaag in het regentschap Malang van de provincie Oost-Java, Indonesië. Lowokwaru telt 17.797 inwoners (volkstelling 2010).